# 型態學
是技術分析中重要的一環，最早可追溯至道氏理論。主要記錄價格的變動，並將其轉換成圖表顯示。由於目標測量的關係，使技術分析的支持者喜歡採用。

## 分類
根據所在位置，分成兩大類：
- 反轉型態
- 中繼型態

根據形狀，常分成：
- Ｖ形或尖形
- Ｍ形或Ｗ形
- 頭肩形
- 收斂三角形
- 擴張三角形（喇叭型）
- 直角三角形
- 箱形
- 菱形
- 圓弧形（碟形）
- 半圓弧形
- 楔形
- 旗形
- 扇貝形

上述形狀可能出現在反轉型態，亦可能出現在中繼型態。若Ｍ形出現在反轉型態，即可稱為Ｍ頭或雙重頂。